# Flughafen Wladiwostok

i7
i11
i13
Der Flughafen Wladiwostok (russisch Аэропорт Владивосток, IATA-Code: VVO, ICAO-Code: UHWW) ist der internationale Verkehrsflughafen der russischen Stadt Wladiwostok in der Region Primorje. Er war Hauptsitz der Fluggesellschaft Vladivostok Avia.
Der Flughafen liegt 44 km von Wladiwostok entfernt und befindet sich nahe der Stadt Artjom.

## Geschichte

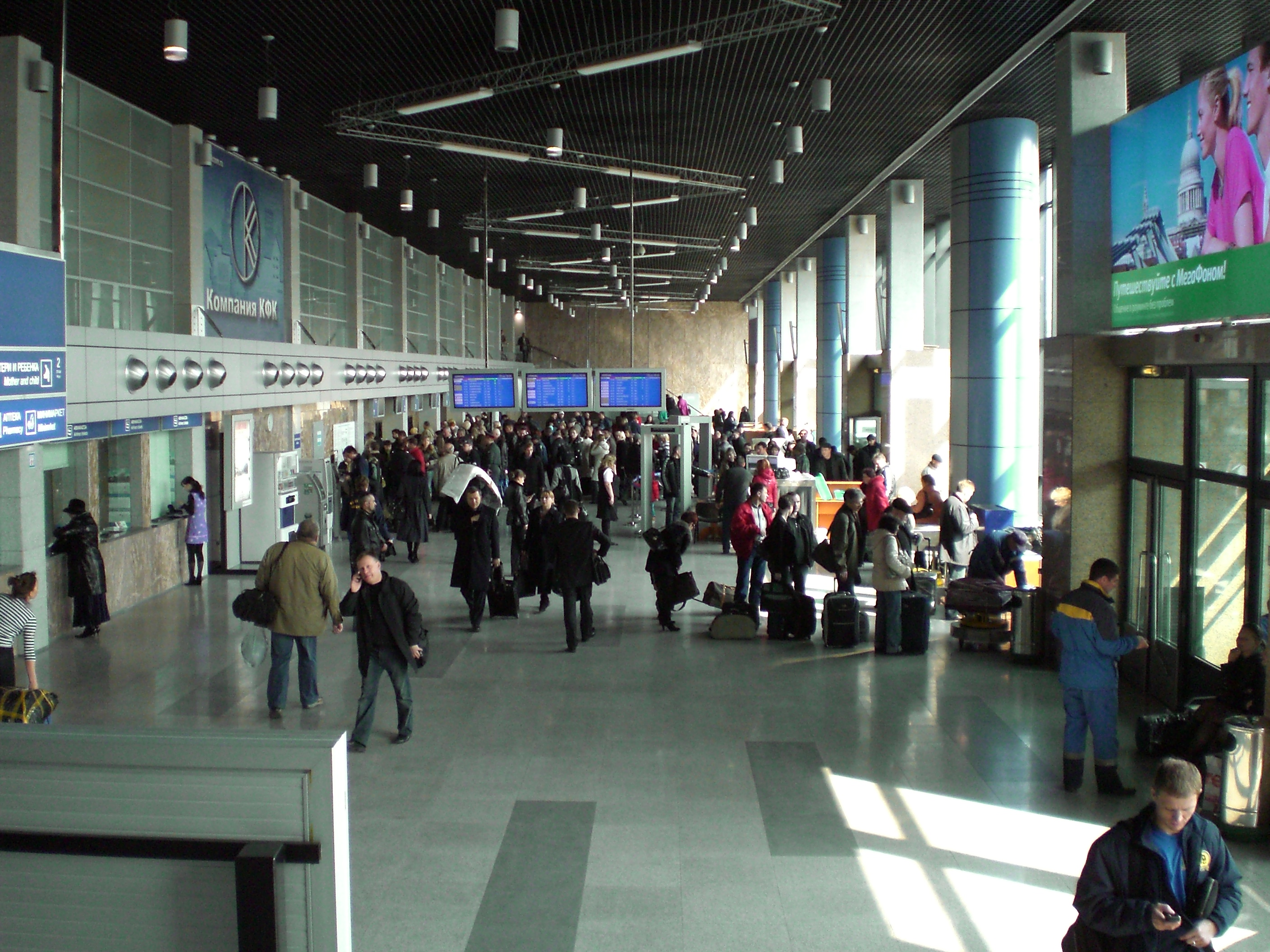
Checkinhalle des nationalen Terminals B

Der heutige Flughafen entstand durch die Zusammenlegung der beiden Flugplätze Osjornyje Kljutschi und Knewitschi, wobei letzterer früher militärisch genutzt wurde. 2005/2006 wurde das Inlandsterminal (heute Terminal B) modernisiert.
Bis zum 15. Februar 2008 war die Vladivostok Avia Betreiber des Flughafens, der jetzt eine eigenständige Aktiengesellschaft ist und als Vladivostok International Airport S.A. (VIA) (Internationaler Flughafen Wladiwostok AG) firmt. Ende 2008 wurden 52,2 % der Stimmrechtaktien von der Russischen Regierung an die Betreibergesellschaft des Flughafens Moskau-Scheremetjewo übertragen.
Im Rahmen des Ausbaus zum APEC-Gipfels 2012 in Wladiwostok wurde der Flughafen modernisiert und ausgebaut. So wurde im Juni 2011 eine neue Landebahn in Betrieb genommen. Der Flughafen verfügt nun über zwei Parallelbahnen.
Im September 2012 wurde das neue Passagierterminal A in Betrieb genommen. Es liegt rund 3,5 km vom heutigen von den beiden älteren Terminals entfernt und hat eine Kapazität von 1360 Passagieren pro Stunde. Im Rahmen dieses Ausbaus wurde auch ein Bahnanschluss errichtet. Dieser wurde am 10. Januar 2013 in Betrieb genommen.

## Verkehrsanbindung
Der Flughafen ist über eine Schnellstraße mit Wladiwostok verbunden. Es existieren mehrere Buslinien unter anderem nach Wladiwostok, Ussurijsk, Nachodka und Artjom. Seit Januar 2013 gibt es eine Schnellbahnanbindung vom neuen Terminal A nach Wladiwostok.